# Canal de Telemark
El canal de Telemark (en noruec: Telemarkskanalen) és una via fluvo-llacustre que connecta les localitats de Skien i Dalen, al sud de Noruega, vinculant diversos llargs llacs a la conca del riu Skien a través d'una sèrie de 18 rescloses. El canal té 105 km de longitud i salva una diferència d'altitud de 72 m. La resclosa d'escala més gran és Vrangfoss, que té cinc cambres i una alçada d'elevació de 23 m.
Originalment l'actual canal constava de dos canals: el canal Norsjø-Skien, amb rescloses en Skien i Løveid, construït en 1854-1861, que connectava Skien amb el llac Nor (Norsjø); i el canal Bandak-Nordsjø, de més longitud, inaugurat el 1892 pel llavors ministre de Treball Hans Hein Theodor Nysom. Aquest últim tram va estendre el canal des del llac Nor a través dels llacs Kviteseidvatn (Kviteseidvatnet) i Flåvatn fins al llac Bandak. A Europa, en el moment en què es va acabar el canal va ser vist com «la vuitena meravella». El canal Bandak-Nordsjø va ser construït principalment per facilitar el transport de mercaderies i passatgers, per implicar fusta flotant i per evitar les inundacions. El transport flotant de fusta ja no es practica, a causa del tancament de la Norske Skog Union, una fàbrica de paper local. Una secció de l'est dona accés des del llac Nor fins a Notodden via llac Heddalsvatnet.
Els riverboats (vaixells fluvials del tipus vapors de roda) Henrik Ibsen i Victòria viatgen amb turistes des de Skien a Dalen Kviteseid. El Victòria ha navegat pel canal de Norsjø-Skien des del 1882, i pel canal de Bandak-Norsjødesde des de la seva inauguració.

## Llista de recloses
Hi ha 18 càmeres de les rescloses en 8 llocs diferents.
| Reclosa   | Altura salvada | Cambres | Temps de pas |
| --------- | -------------- | ------- | ------------ |
| Skien     | 5 m            | 1       | 20 min       |
| Løveid    | 10.3 m         | 3       | 35 min       |
| Ulefoss   | 10.7 m         | 3       | 40 min       |
| Eidsfoss  | 10 m           | 2       | 30 min       |
| Vrangfoss | 23 m           | 5       | 60 min       |
| Lunde     | 3 m            | 1       | 15 min       |
| Kjeldal   | 3 m            | 1       | 15 min       |
| Hogga     | 7 m            | 2       | 25 min       |

Les dimensions màximes de les embarcacions que poden creuar el canal són les següents:
| Dimensió          | Metre | Destacable                       |
| ----------------- | ----- | -------------------------------- |
| Altura del màstil | 16    | Limitat a 12.8 m a Ulefoss–Dalen |
| Longitud          | 31.4  | -                                |
| Amplada           | 6.6   | -                                |
| Calat             | 2.5   | -                                |